# Balala nigrifrons
Balala nigrifrons är en insektsart som beskrevs av Kuoh. Balala nigrifrons ingår i släktet Balala och familjen dvärgstritar. Inga underarter finns listade i Catalogue of Life.